# К-151
К-151 — советская атомная подводная лодка проекта 659, построенная в 1962 году. Входила в состав Тихоокеанского флота. В 1972—1974 годах году переоборудована по проекту 659Т, исключена из состава флота в 1989 году.

## История строительства
21 апреля 1962 года на заводе № 199 в Комсомольске-на-Амуре произошла закладка атомной подводной лодки с заводским номером 144. В июне 1962 года экипаж прибыл на судостроительный завод. 30 сентября 1962 года лодка была выведена из строительного дока и спущена на воду. 19 октября прибыла в Большой камень на ДВЗ «Звезда» для достройки. В ноябре 1962 года К-151 зачислена в состав 26-й дивизии подводных лодок. 4 ноября начаты заводские швартовные испытания, с 25 декабря — испытания главной энергетической установки. 27 января 1963 года на ещё проходящей испытания лодке поднят Военно-морской флаг. 10-11 марта 1963 года К-151 прошла заводские ходовые испытания, с 12 марта по 10 апреля — государственные испытания. В мае 1963 года для лодки сформирован второй экипаж, официально называвшийся 331-м экипажем АПЛ проекта 659.
28 июля 1963 года, после завершения государственных испытаний, был подписан приёмный акт, и К-151 под командованием И. В. Василенко вступила в строй.

## История службы

Силуэт АПЛ проекта 659Т

В августе 1963 года К-151 прибыла к месту базирования своей 26-й ДиПЛ в бухту Павловского. 2 сентября сдавший все учебные задачи основной экипаж был признан боеготовым. С 9 октября по 14 ноября 1963 года К-151 совершила автономный поход — лодка прошла проливом Лаперуза, через пролив Буссоль вышла в Тихий океан, где достигла северного тропика, затем направилась в Берингово море, и 14 ноября прибыла на Камчатку к новому месту постоянного базирования, передана 45-й дивизии подводных лодок. Во время этого перехода, 23 октября, произошла авария первого контура паропроизводящей установки — течь двух парогенераторов. Кормовые отсеки подверглись радиоактивному загрязнению, для помощи подавшей аварийный сигнал лодке прибыла плавбаза «Камчатский комсомолец» со сменным экипажем на борту, однако штатный экипаж взял обстановку под контроль, и К-151 прибыла в Вилючинск своим ходом.
В ноябре 1963 года К-151 со вторым (331-м) экипажем на борту во время отработки учебной задачи начала проваливаться на глубину. Благодаря быстрой реакции экипажа катастрофу удалось предотвратить, и лодка успешно всплыла. Расследование показало, что причиной нештатной ситуации являлся баллер носовых горизонтальных рулей, сломавшийся по причине заводского брака. 4 ноября 1964 года К-151 была официально принята в состав Тихоокеанского флота. В 1965 году оба экипажа К-151 являлись отработанными и боеготовыми, лодка была признана лучшим кораблём соединения по торпедной подготовке, а в декабре 1965 года К-151 завоевала приз Главкома Тихоокеанского флота за успешную стрельбу двумя ракетами по береговой цели.
В 1966 году К-151 также выполнила ракетную стрельбу по берегу, затем до 1968 года прошла ремонт с заменой парогенераторов. В 1969 и 1970 году лодка выполнила две боевые службы, находилась в Тихом океане. По итогам 1970 года оба экипажа удостоены звания «Отличный экипаж». В 1971 году второй экипаж преобразован в 156-й экипаж АПЛ проекта 659Т и передан 26-й ДиПЛ. В 1972—1974 годах К-151 последней из лодок своего типа прошла переоборудование в торпедный вариант по проекту
659Т. После ремонта К-151 передана 26-й ДиПЛ, а её экипаж был сформирован заново на базе расформированного к тому моменту 156-го экипажа, командиром стал И. Г. Галутва.
В 1975 году К-151 участвовала в учениях «Океан-75», на ней велись киносъёмки учебного фильма, впоследствии засекреченного. В 1975 и 1976 годах совершила боевые службы. В 1977 году завоевала приз Главкома ВМФ за лучшую торпедную атаку. С октября 1977 года по январь 1978 совершила боевую службу в Индийском океане. В 1979 году выполнила две боевые службы, с февраля по август 1980 года находилась на длительной боевой службой с заходом для пополнения запасов в порт Камрань.
С 1981 по 1984 год К-151 прошла средний ремонт, по завершению которого была передана в состав 28-й дивизии подводных лодок и перебазирована в Советскую Гавань. 30 июня 1984 года произошёл пожар в турбинном отсеке, находившиеся в нём 10 человек были выведены в соседний отсек, после чего пожар был потушен. Один человек погиб — лейтенант С. А. Малыхин отравился токсичными газами.
С января по сентябрь 1985 лодка совершила длительную боевую службу с заходом в порт Камрань и временным подчинением 38-й дивизии ПЛ. С 1986 года по техническому состоянию К-151 было разрешено выходить в море только в полигоны боевой подготовки, а с 1987 года были введены ограничения на мощность и длительность работы главной энергетической установки. 30 мая 1989 года К-151 совместно с К-45 были выведены из состава флота и поставлены на прикол в бухте Постовая. Экипаж К-151 был расформирован в 1995 году. В 2007—2009 годах лодка была переведена в Большой Камень, где была утилизирована на ДВЗ «Звезда».
Трёхотсечный реакторный блок хранился на плаву в бухте Разбойник, впоследствии разделан до одноотсечного блока и установлен на суше в пункте долговременного хранения реакторных отсеков «Устричный».

## Командиры
- 1960—1966: И. В. Василенко;
- 1966—1973: И. Н. Слезкин;
- 1973—1974: В. К. Яковлев;
- 1974: В. Е. Блохин;
- 1974—1975: И. Г. Галутва;
- 1975—1978: В. В. Колесников;
- 1978—1980: Валерий Дмитриевич Рязанцев, в дальнейшем вице-адмирал;
- 1980—1982: А. В. Конев;
- 1982—1984: А. С. Худолей;
- 1984—1986: Ю. В. Сувалов;
- 1986—1987: А. В. Колобов;
- 1987—1989: Н. Проскуренко;
- 1989: В. В. Пушкарев;
- 1989—1991: А. П. Шкилев;
- 1991—1992: Ю. И. Жаринов;
- 1992—1995: Г. Н. Купряхин.